# エーロ・サーリネン

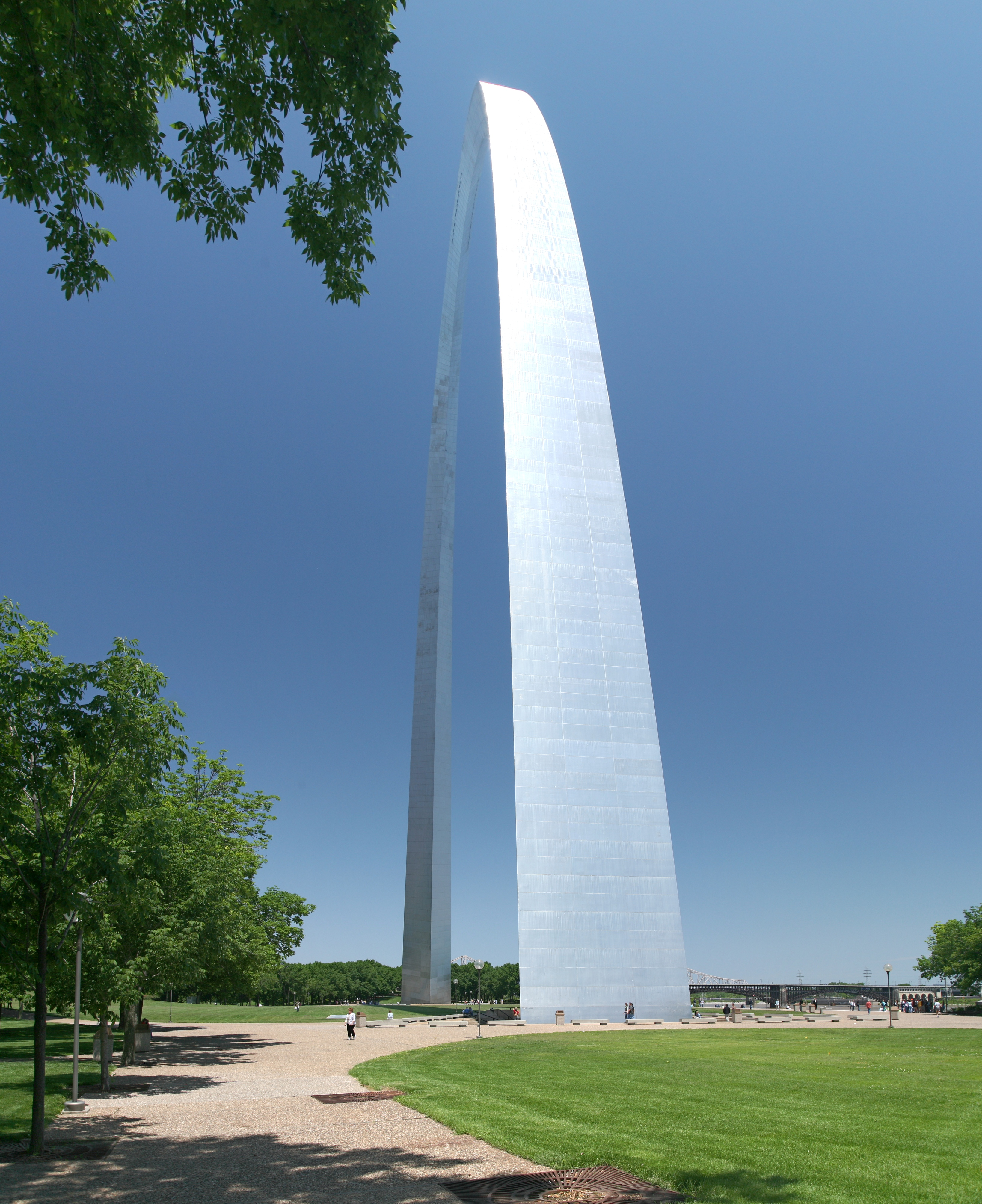
セントルイス、ゲートウェイアーチ

エーロ・サーリネン（Eero Saarinen、1910年8月20日 - 1961年9月1日）は、アメリカ合衆国において活躍した建築家、プロダクト・デザイナー。フィンランド人。多くの建築物や家具を手がけたが、シンプルで印象的なアーチ状構造を多く作品に取り入れていることで知られている。

## 生涯

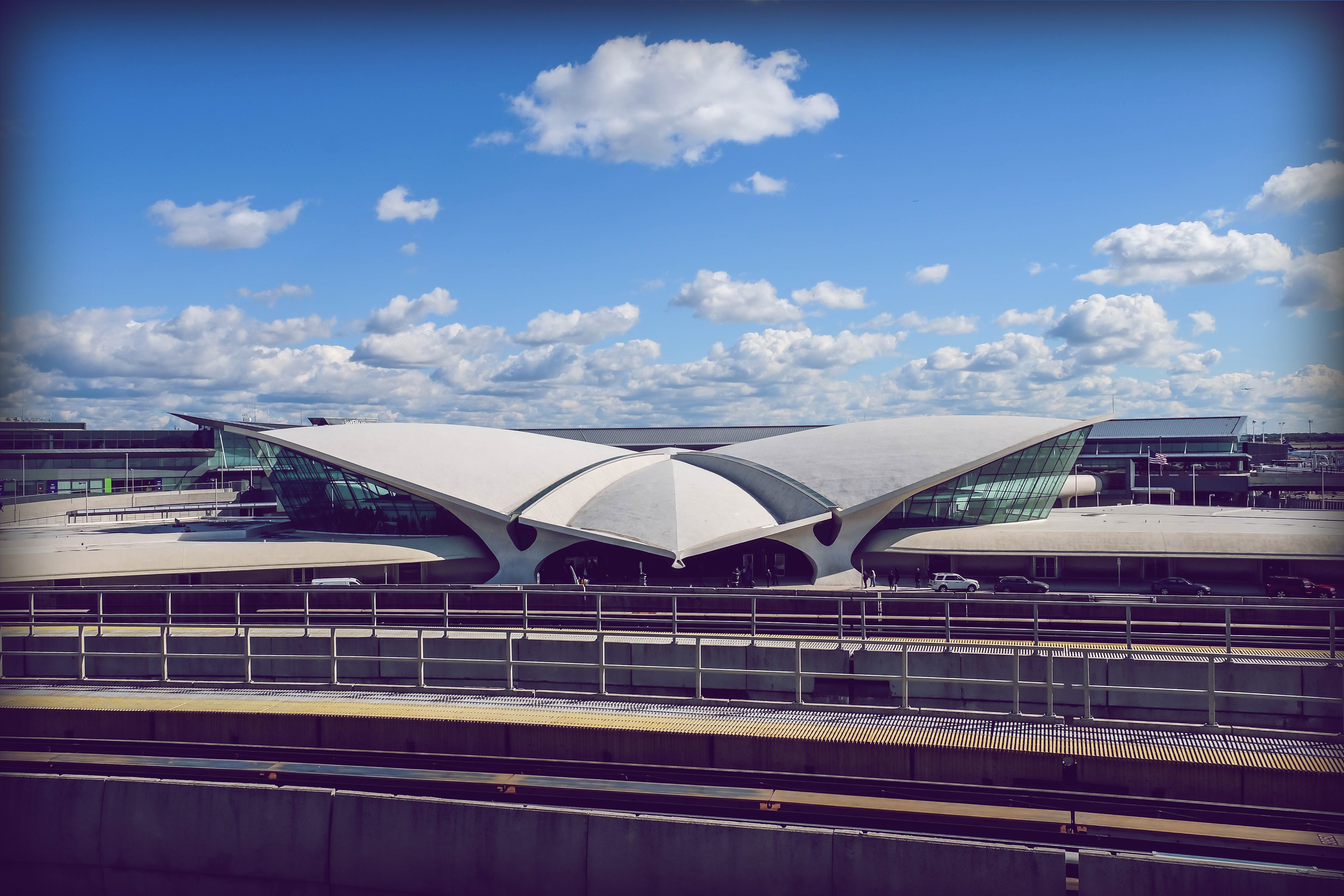
JFK空港のターミナル5（もとトランス・ワールド航空の専用ターミナル）

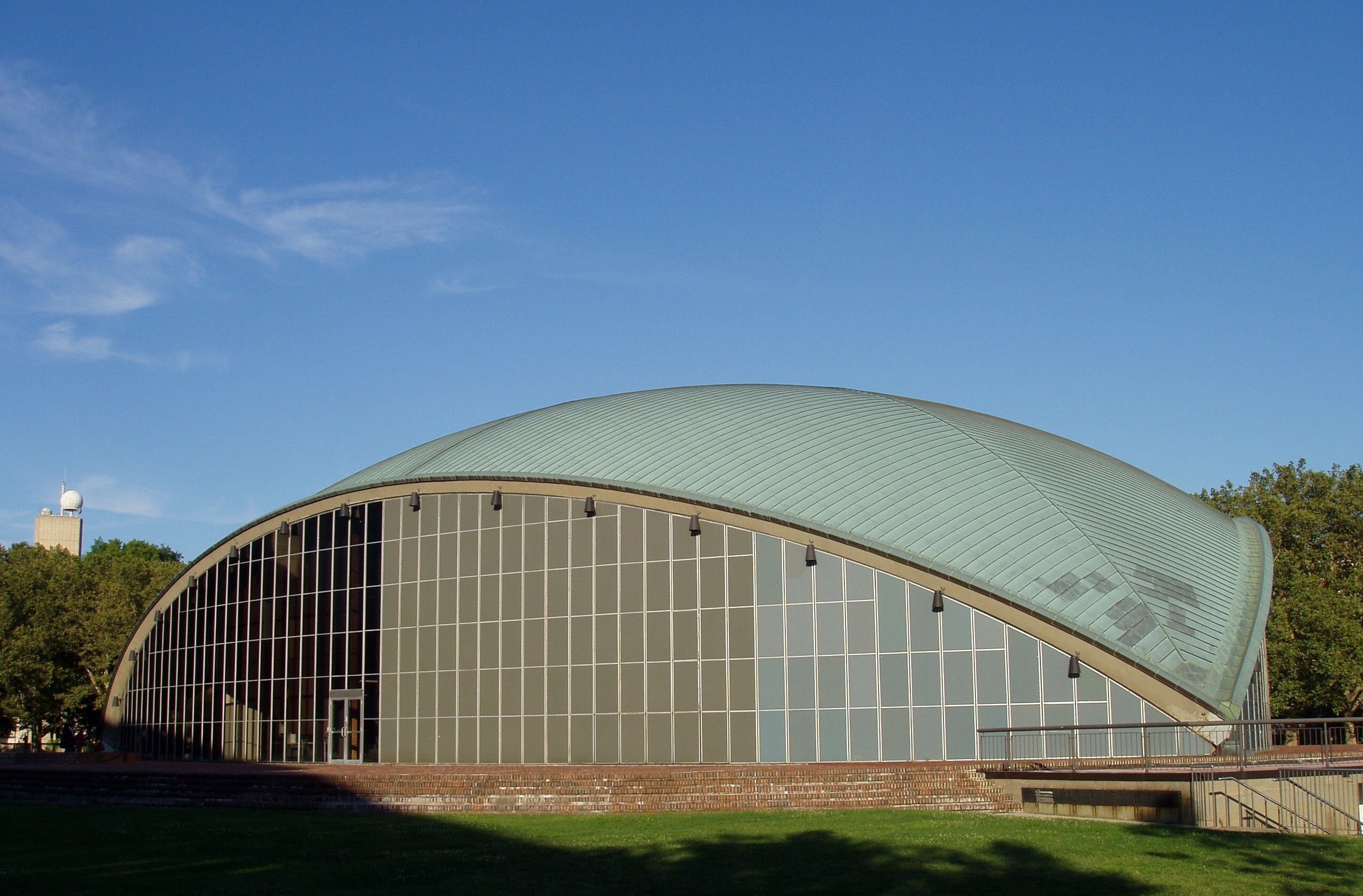
マサチューセッツ工科大学の音楽ホール、クレスゲ・オーディトリアム（1955）。1200トンのコンクリート製ドームをわずか3点で支えている。

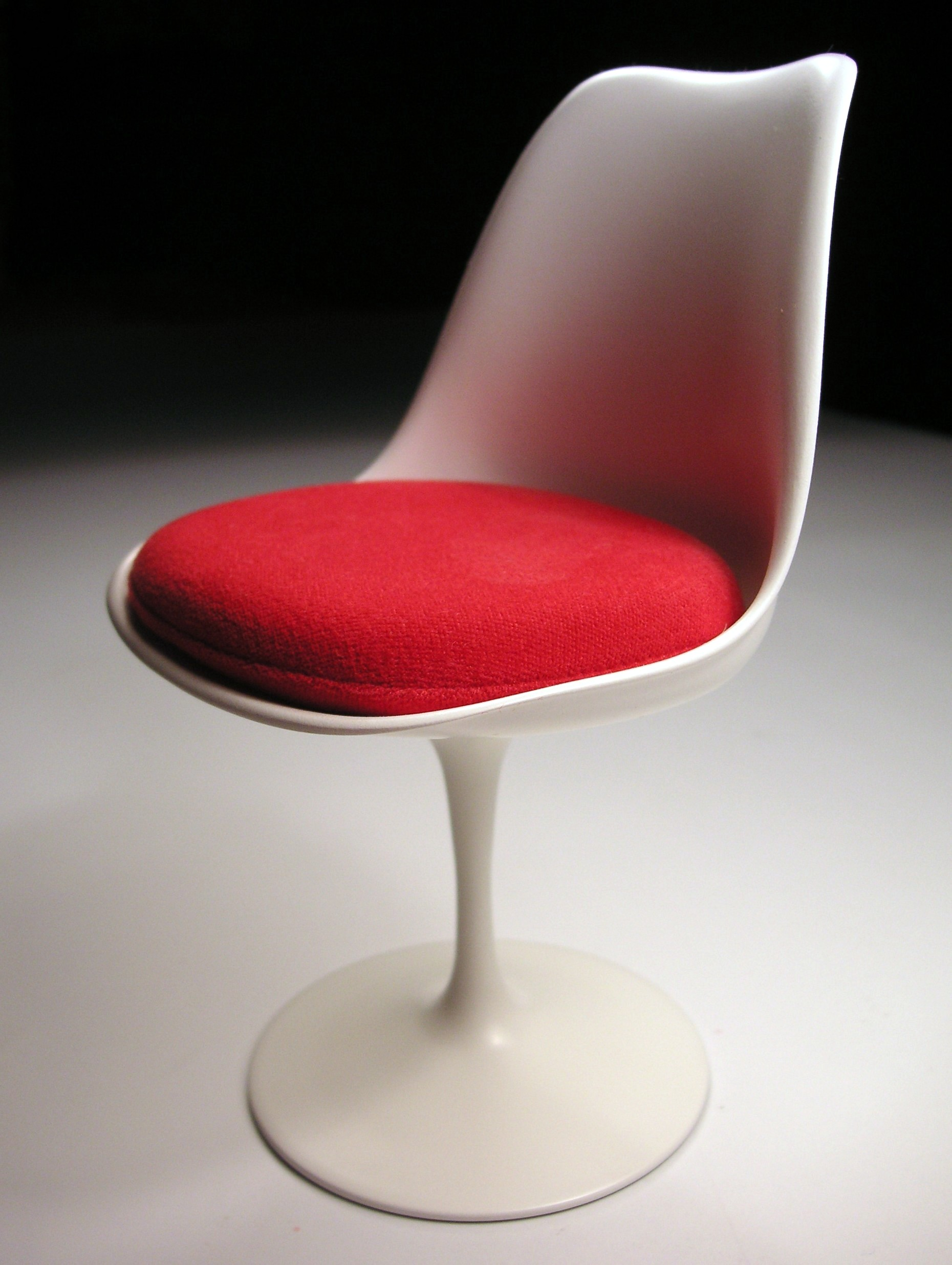
チューリップチェア

フィンランドの建築家エリエル・サーリネンの子。ヘルシンキに生まれ、13歳のときアメリカ合衆国に移住。ミシガン州のクランブルック美術大学（Cranbrook Academy of Art）で教える父の講座に学び、在学中にチャールズおよびレイ・イームズと知り合った。彫刻を学ぶためパリへ留学した後イェール大学建築学科に入学。1934年、イェール大学で建築学の学位を取得し卒業。大学から奨学金を得て2年間のヨーロッパ旅行へ出かけた。
1937年、父エリエルと共同で建築設計事務所を設立。1950年にエリエルが逝去するまで勤め、数々の設計を手がけた。1940年にはチャールズ・イームズとともに、ニューヨーク近代美術館開催の「オーガニック家具デザイン」コンペに応募する。成型合板を使った椅子、棚、机を出品し6部門中2部門で優勝した。1941年からは兵役に就き、アメリカ戦略局の建築技術者として働いた。
彼が注目を浴びるようになったのは、1948年、ミズーリ州セントルイス市に西部への国土拡大と開拓を記念して建設されるゲートウェイアーチ国立公園の主要部となる記念碑のデザインコンペの優勝案『ゲートウェイアーチ』によってであった。エーロはまだ無名で、コンペの賞は誤って父エリエルに贈られた。高さ192m、幅192mに達する巨大なアーチは設計に難航したが、1963年に着工、1965年に竣工し、セントルイスおよび西部開拓のシンボルとして親しまれている。
1950年の父の死後に事務所名を改称した。ゼネラルモーターズの技術センター、MITクレスゲ・オーディトリアム、特に有名なジョン・F・ケネディ国際空港のTWAターミナルビル（TWAフライトセンター）など、コンクリート・シェル構造を用いた流れるような曲面の表現主義的なスタイルの建築で一世を風靡した。彼は建築の中の内装や家具デザインも手がけており、チューリップチェアに代表される、その曲線を用いた未来的なデザインも20世紀中期を代表するものである。また、彼は自らが審査委員を務めたシドニー・オペラハウスの建築設計競技において、落選案の中からヨーン・ウツソンの案を強く推し、これを最終的に優勝させたことでも知られる。
彼は1961年、51歳で脳腫瘍のためミシガン州アナーバーで亡くなった。ゲートウェイアーチをはじめ多くの未完成のプロジェクトが残されたが、彼の下で働いていた建築家ケヴィン・ローチの設計事務所、ケヴィン・ローチ・ジョン・ディンケルー・アンド・アソシエイツが多くを完成させた。作品ごとにその作風を変えることから、生存中はしばしば建築界の権威から無視され嘲笑の的にもなったが、今日では20世紀のアメリカを代表する巨匠の一人として数えられている。

## 建築作品
| 名称                                                 | 竣工年 | 所在地             | 州                 | 国             | 備考                           |
| ---------------------------------------------------- | ------ | ------------------ | ------------------ | -------------- | ------------------------------ |
| エンテンザ邸（ケース・スタディ・ハウスNo.9）         | 1949年 | ロサンゼルス       | カリフォルニア州   | アメリカ合衆国 | チャールズ・イームズと共同設計 |
| GM技術研究所                                         | 1955年 | ウォーレン         | ミシガン州         | アメリカ合衆国 |                                |
| ドレイク大学                                         | 1955年 | デモイン           | アイオワ州         | アメリカ合衆国 |                                |
| アーウィン・ユニオン信託銀行                         | 1955年 | コロンバス         | インディアナ州     | アメリカ合衆国 |                                |
| MITチャペルとクレスゲ・オーディトリアム              | 1955年 | ケンブリッジ       | マサチューセッツ州 | アメリカ合衆国 |                                |
| ミルウォーキー戦没者記念館                           | 1957年 | ミルウォーキー     | ウィスコンシン州   | アメリカ合衆国 |                                |
| イェール大学インガルス・ホッケーリンク               | 1958年 | ニューヘイブン     | コネチカット州     | アメリカ合衆国 |                                |
| コンコーディア・シニアカレッジ                       | 1958年 | フォートウェイン   | インディアナ州     | アメリカ合衆国 |                                |
| ヴァッサー大学学生寮                                 | 1958年 | ポキプシー         | ニューヨーク州     | アメリカ合衆国 |                                |
| クレイマー礼拝堂                                     | 1958年 | フォートウェイン   | インディアナ州     | アメリカ合衆国 |                                |
| アーウィン・ミラー邸                                 | 1958年 | コロンバス         | インディアナ州     | アメリカ合衆国 |                                |
| シカゴ大学女子学生寮と食堂                           | 1958年 | シカゴ             | イリノイ州         | アメリカ合衆国 |                                |
| IBMロチェスター工場                                  | 1959年 | ロチェスター       | ミネソタ州         | アメリカ合衆国 |                                |
| 在オスロアメリカ大使館                               | 1959年 | オスロ             |                    | ノルウェー     |                                |
| 在ロンドンアメリカ大使館                             | 1960年 | ロンドン           |                    | イギリス       |                                |
| ペンシルベニア大学女子学生寮                         | 1960年 | フィラデルフィア   | ペンシルベニア州   | アメリカ合衆国 |                                |
| シカゴ大学法学部                                     | 1960年 | シカゴ             | イリノイ州         | アメリカ合衆国 |                                |
| IBMトーマス・ワトソン研究所                          | 1961年 | ヨークタウンハイツ | ニューヨーク州     | アメリカ合衆国 |                                |
| TWAターミナル (TWAフライトセンター)                  | 1962年 | ニューヨーク       | ニューヨーク州     | アメリカ合衆国 |                                |
| ベル・テレフォン研究所                               | 1962年 | ホルムデル         | ニュージャージー州 | アメリカ合衆国 |                                |
| ダレス国際空港ターミナル                             | 1962年 | ダレス             | バージニア州       | アメリカ合衆国 |                                |
| イエール大学エズラ・スタイルズ＆サムエル・モース学寮 | 1962年 | ニューヘイブン     | コネチカット州     | アメリカ合衆国 |                                |
| ノース・クリスチャン教会                             | 1962年 | コロンバス         | インディアナ州     | アメリカ合衆国 |                                |
| ディア・カンパニー本社                               | 1963年 | モリーン           | イリノイ州         | アメリカ合衆国 |                                |
| ゲートウェイアーチ                                   | 1964年 | セントルイス       | ミズーリ州         | アメリカ合衆国 |                                |
| CBSビル                                              | 1965年 | ニューヨーク       | ニューヨーク州     | アメリカ合衆国 |                                |

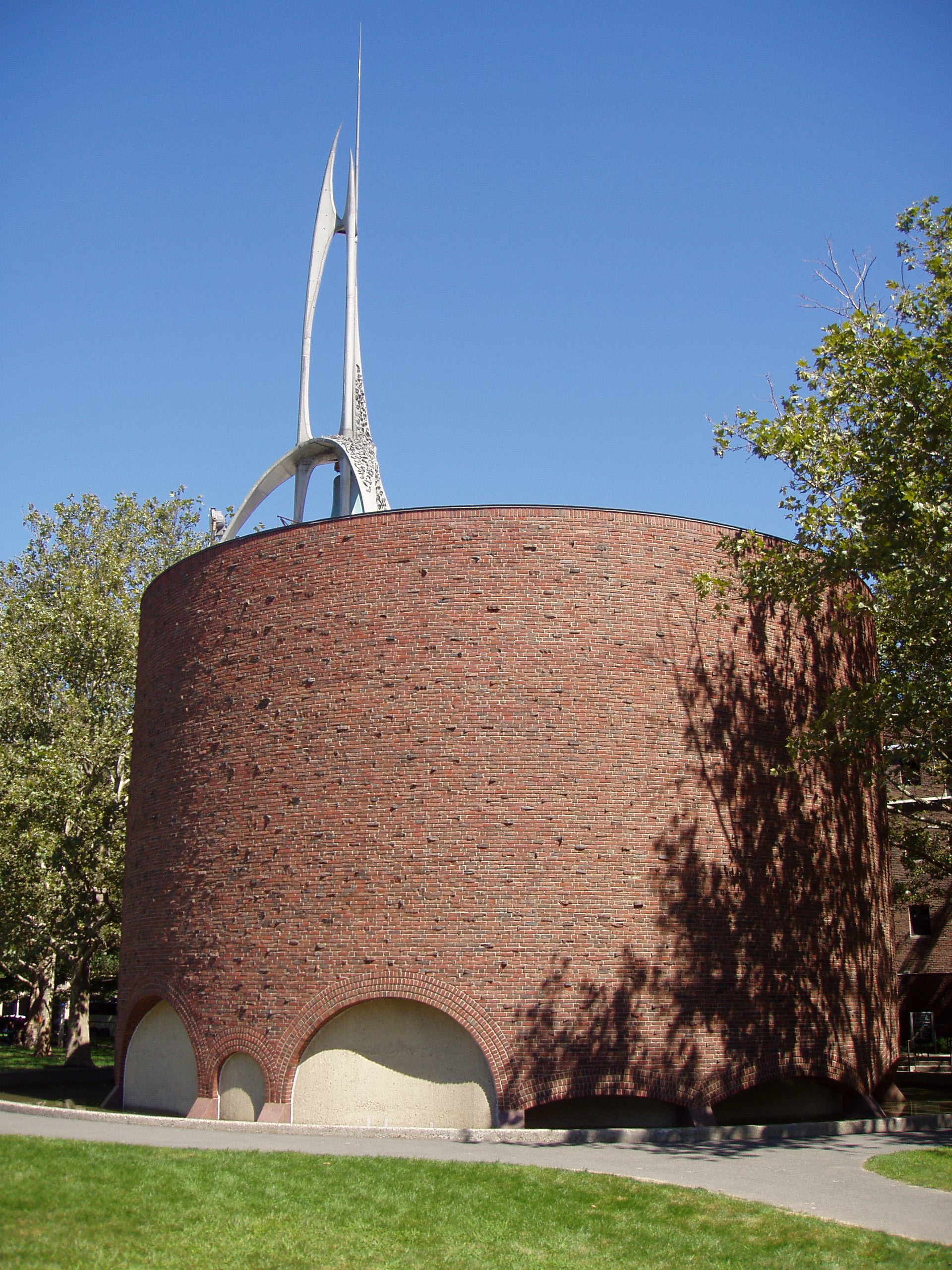
MITチャペル外観
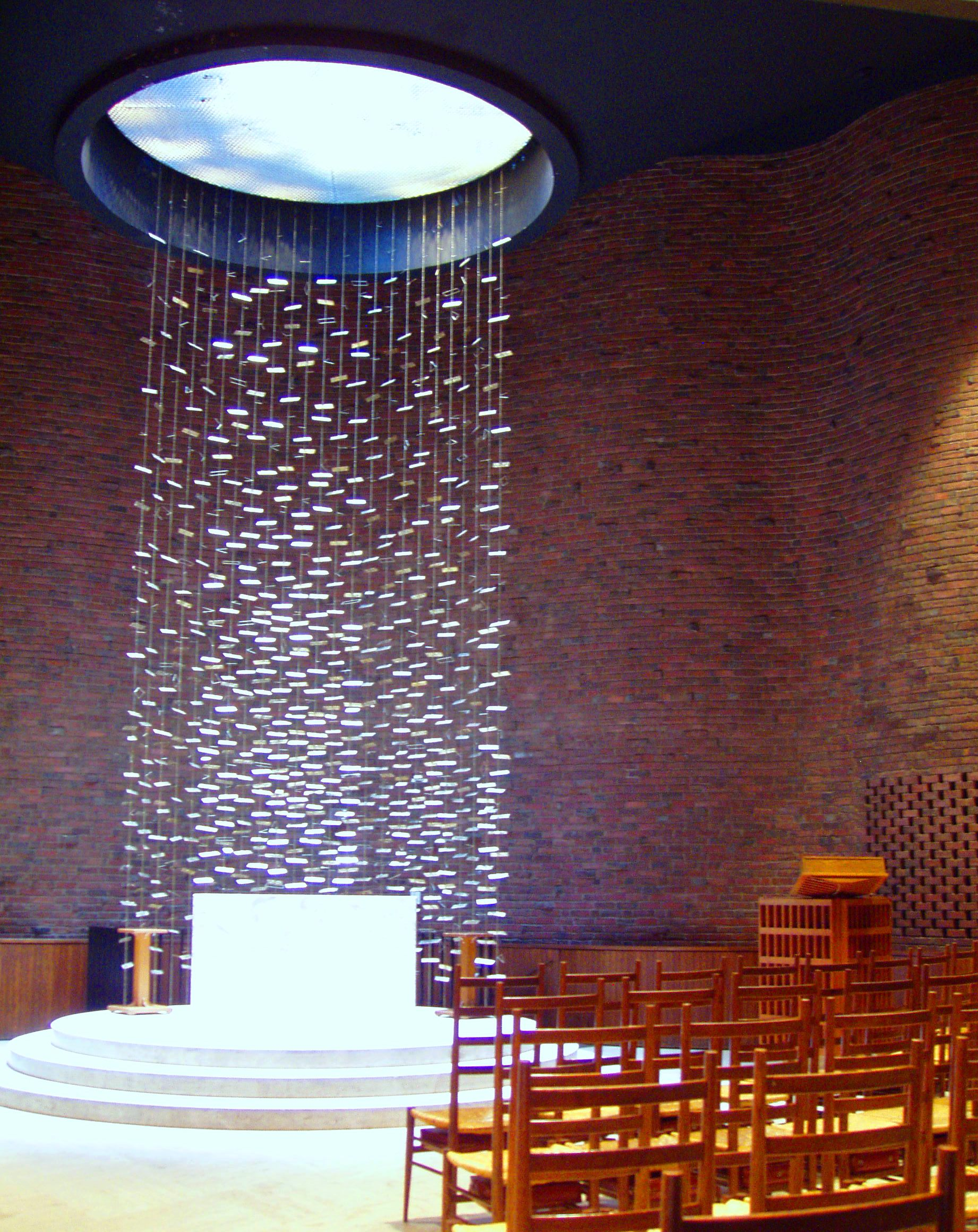
MITチャペル内観
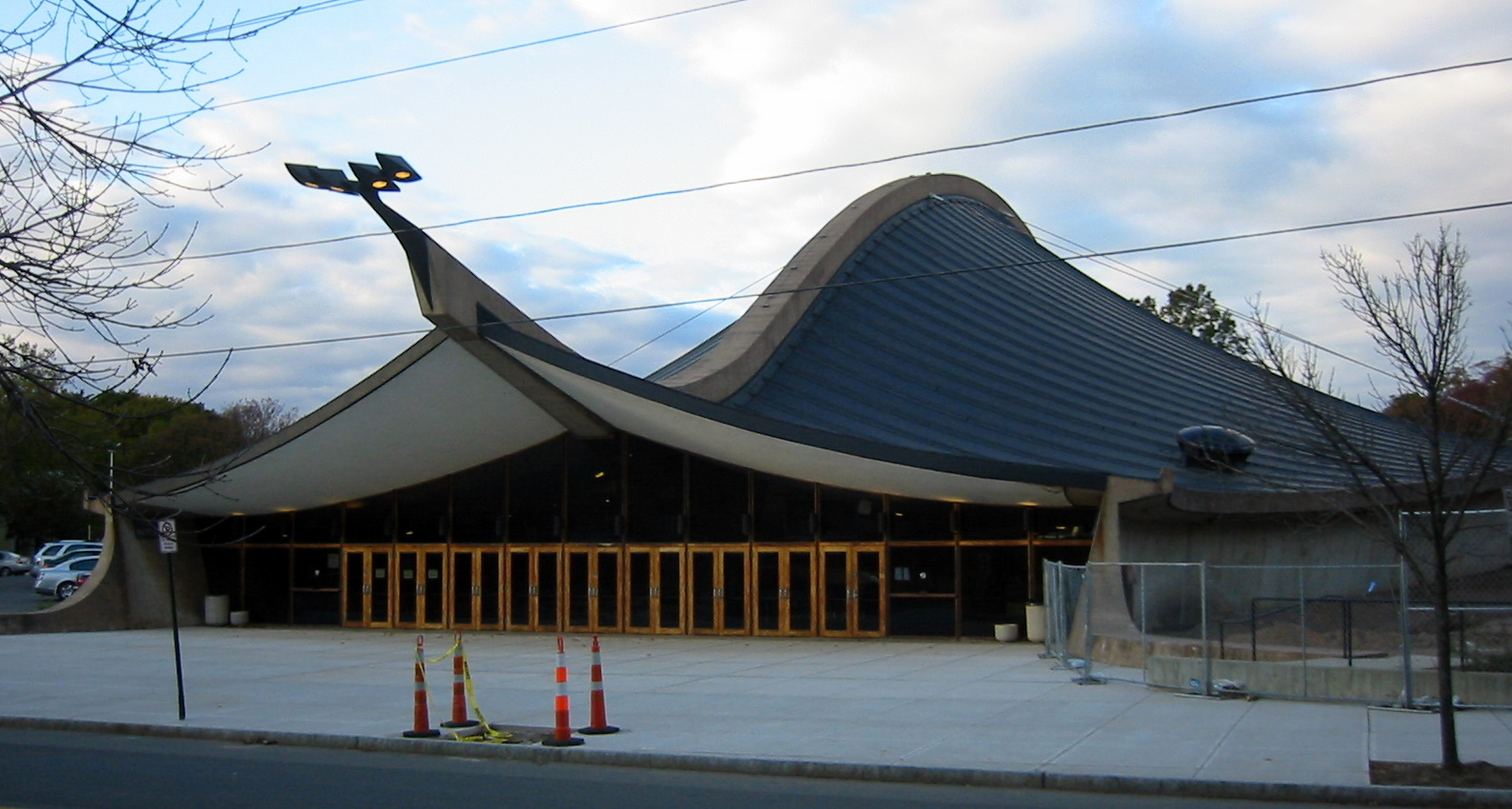
インガルス・ホッケーリンク
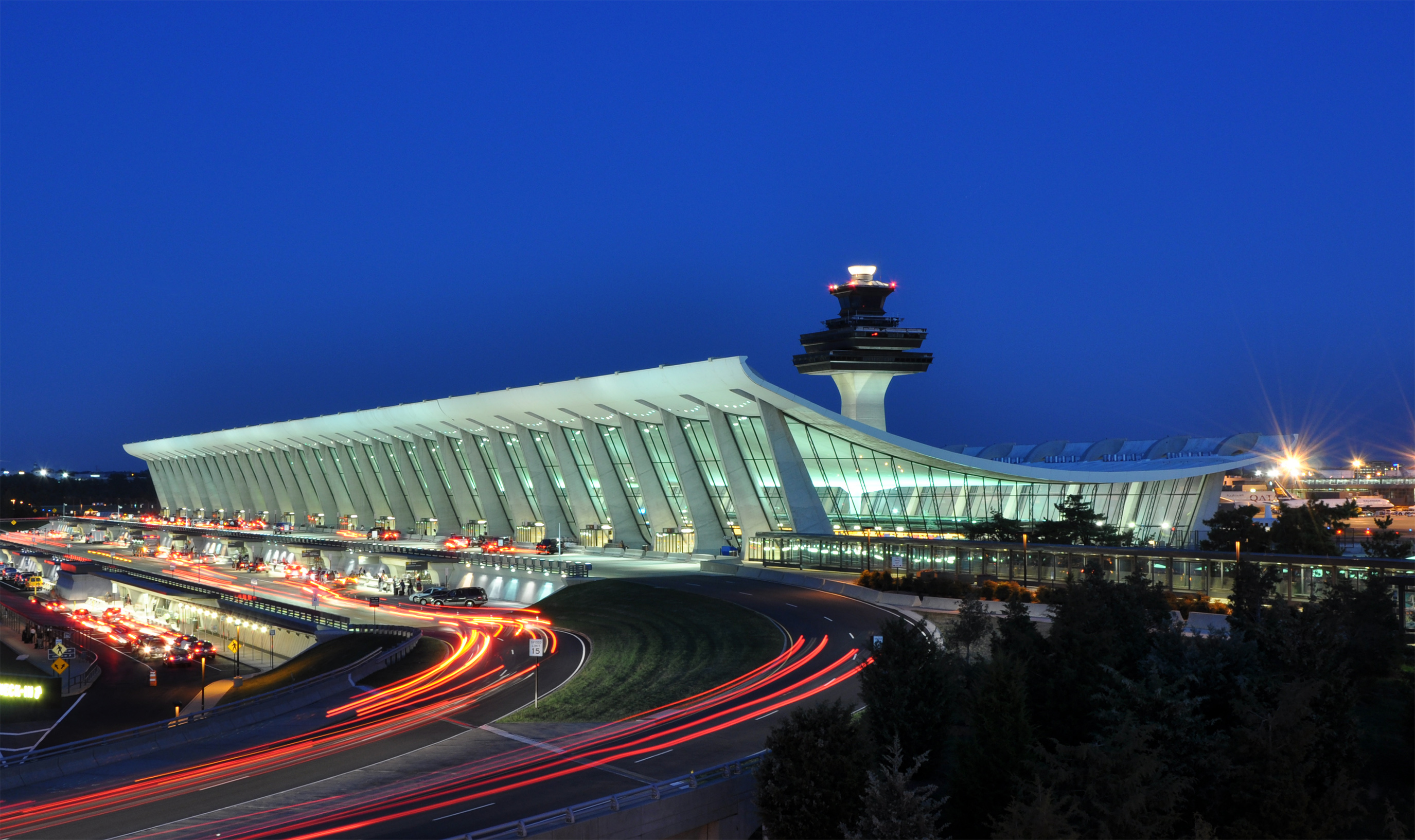
ダレス国際空港ターミナル
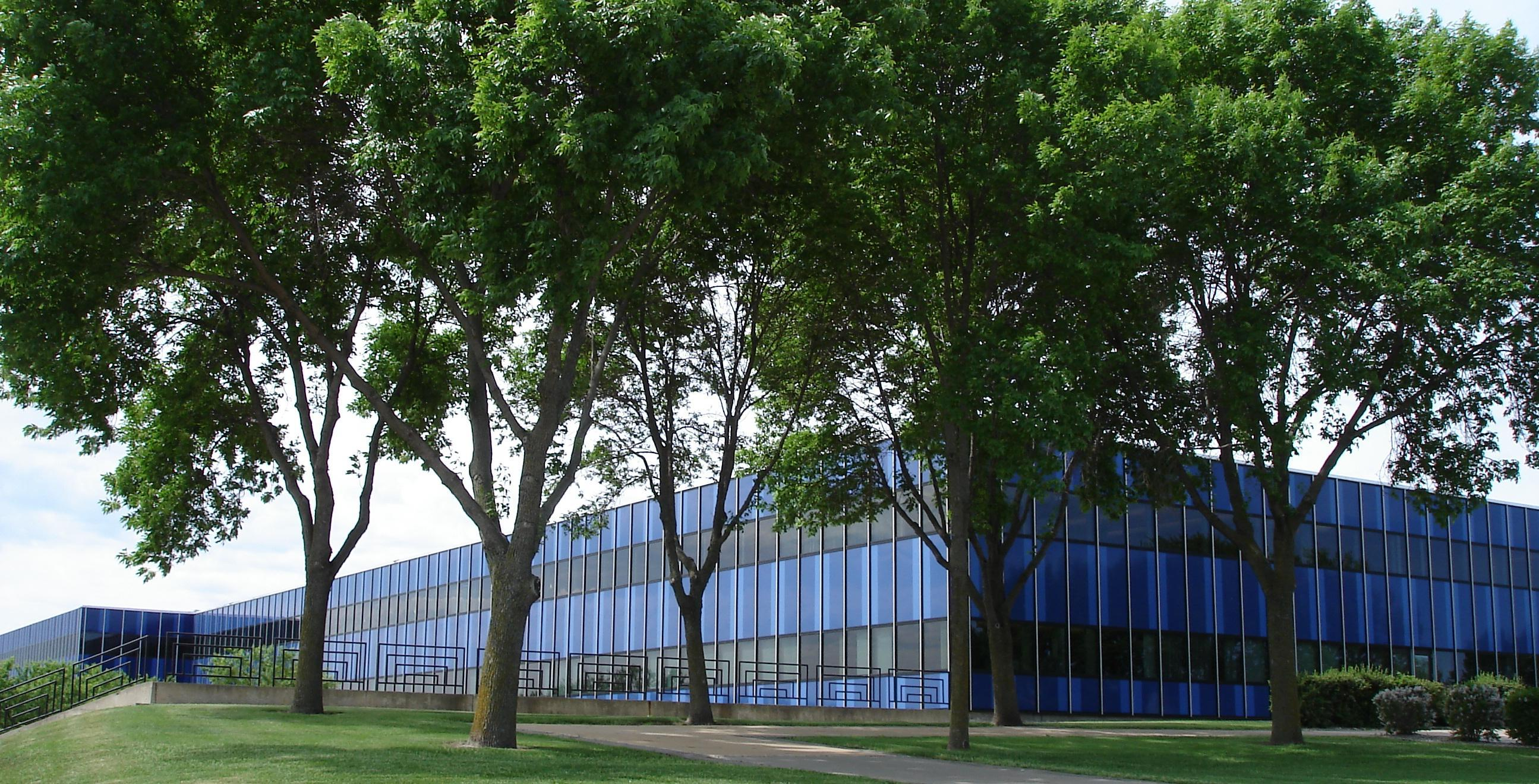
IBMロチェスター工場
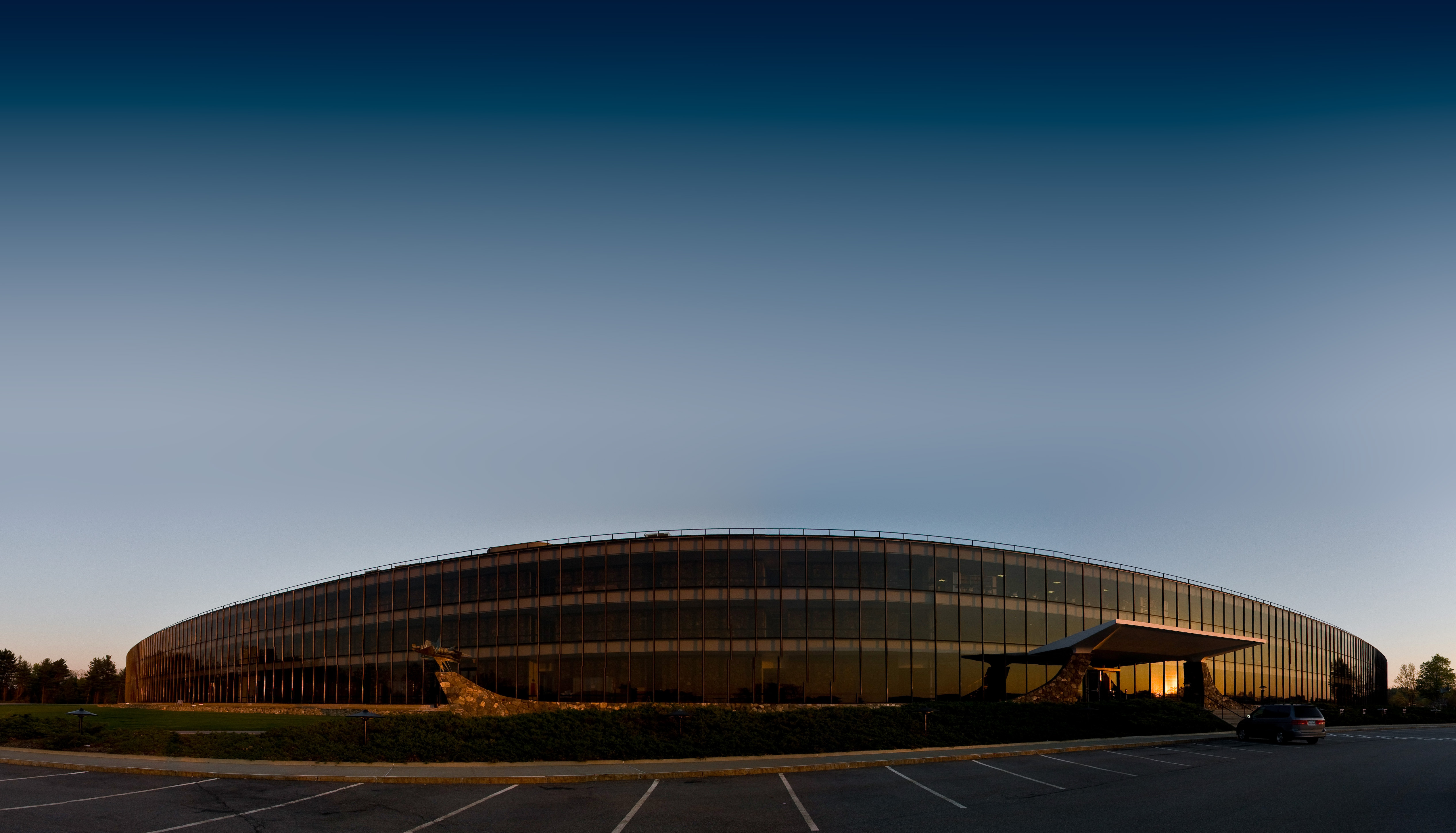
IBMトーマス・ワトソン研究所
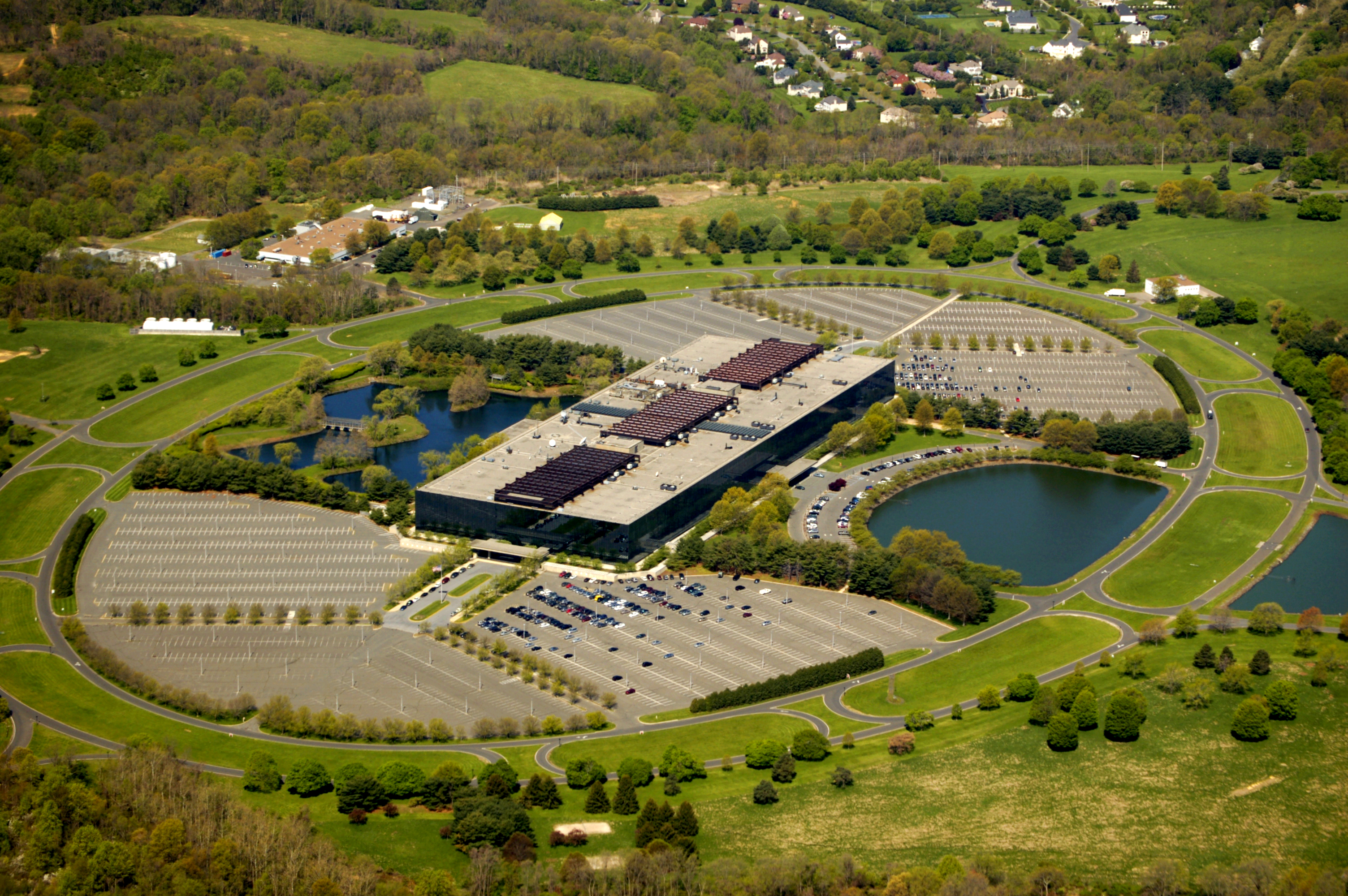
ベル・テレフォン研究所
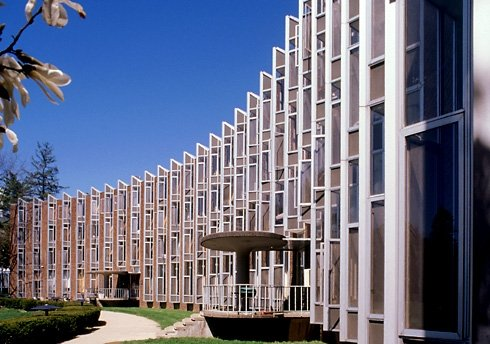
ヴァッサー大学学生寮
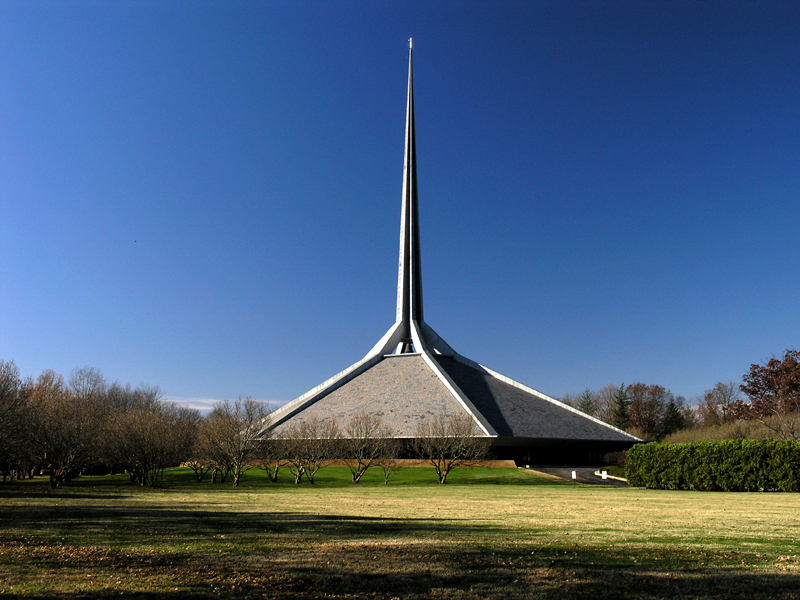
ノース・クリスチャン教会
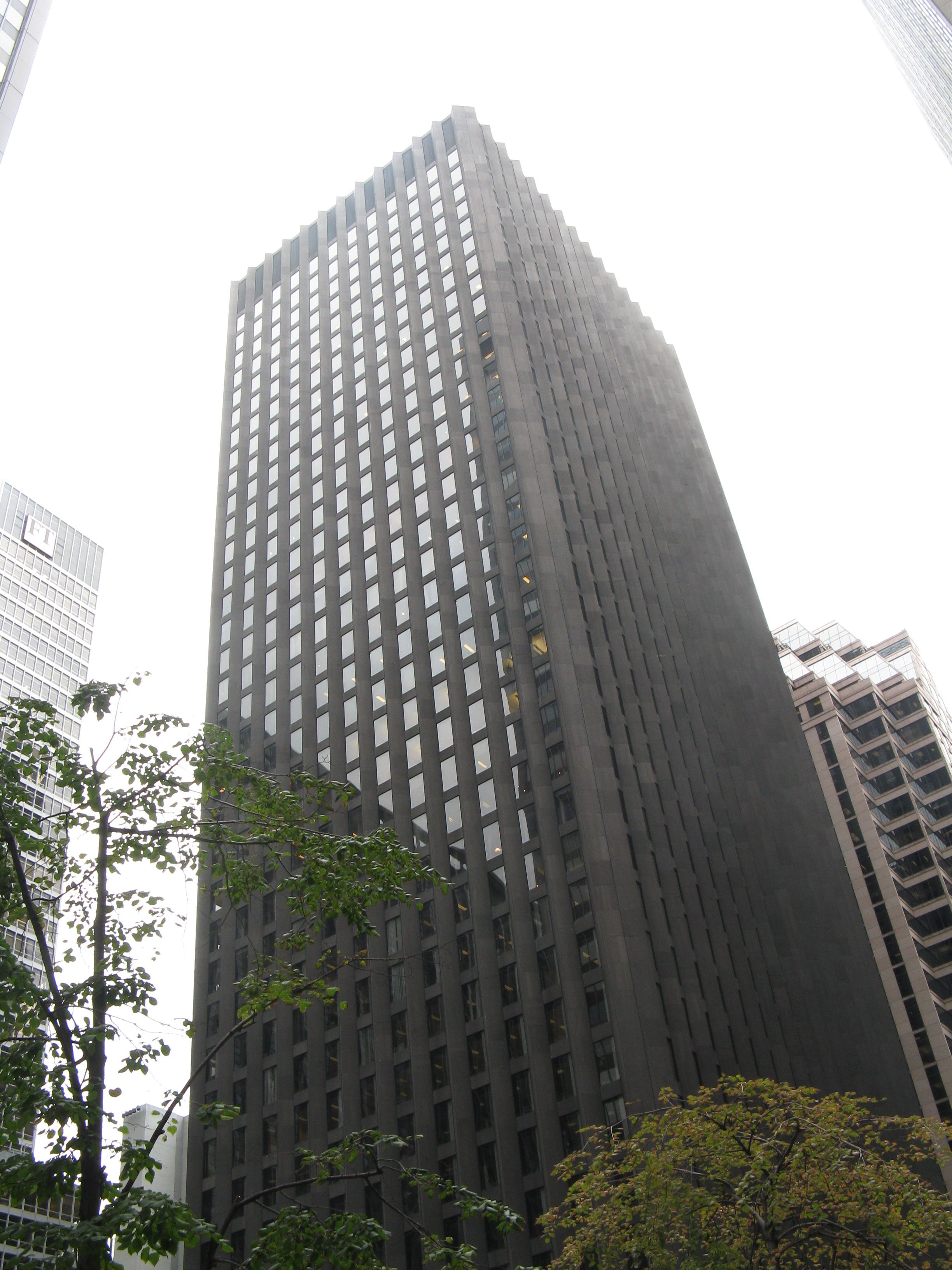
CBSビル

## 家具作品
- ウームチェア（Womb Chair、1945）
- グラスホッパーチェア（Grasshopper Chair、1946）
- チューリップチェア（Tulip Chair、1956）

## 関連書籍
- 『SD選書227　エーロ・サーリネン』（穂積信夫著、鹿島出版会、1996）